# Mistrovství Evropy v plaveckých sportech 1987
Mistrovství Evropy v plaveckých sportech za rok 1987 proběhlo v Štrasburku, Francie ve dnech 16. až 23. srpna 1987.
Soutěže
- Plavání
- Skoky do vody
- Umělecké plavání
- Vodní pólo